# Discobola annulata
Discobola annulata là một loài ruồi trong họ Limoniidae. Chúng phân bố ở miền Cổ bắc, Nearctisch, miền Ấn Độ - Mã Lai và miền Australasia.